# Culture de Plaquemine

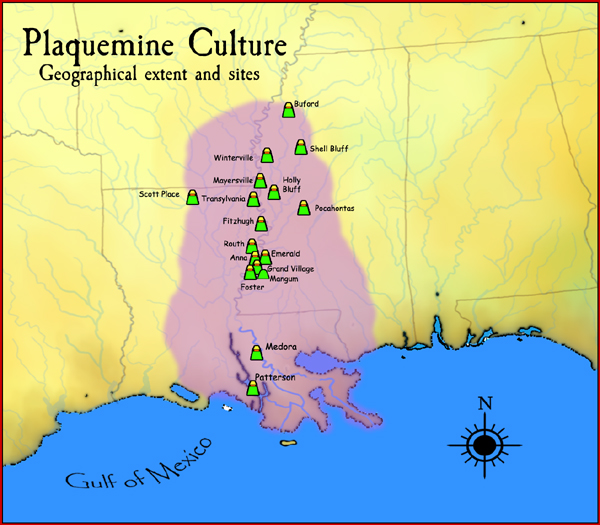
Extension géographique de la culture de Plaquemine, avec indication des principaux sites archéologiques.

La culture de Plaquemine est une culture préhistorique de la basse vallée du Mississippi, qui s'est épanouie entre l'ouest de l'actuel état du Mississippi et l'est de la Louisiane. Les exemples les mieux connus de cette culture sont le Site de Medora (site type) dans la paroisse de Bâton-Rouge Ouest, et ceux d’Anna, d’Emerald Mound, de Winterville et de Holly Bluff dans le Mississippi. La culture de Plaquemine était contemporaine de la civilisation du Mississippi du site de Cahokia à Saint-Louis (Missouri). Elle est considérée comme la souche des cultures Natchez et Taensa.

## Description

### Une architecture de tertres
La culture de Plaquemine occupait la moitié de la Louisiane délaissée par la culture Caddo. Les indiens de cette culture se considéraient comme les descendants de la culture de Troyville-Coles. Les sites de la culture de Plaquemine se caractérisent par un vaste espace sacral dominé par deux pyramides étagées ou davantage, dominant une vaste esplanade. Ces tertres à terrasse, de section pyramidale, ont été construits en plusieurs étapes, souvent à l'emplacement d'une habitation ou des ruines d'un sanctuaire plus ancien : ces édifices étaient reconstruits au sommet de la pyramide.
Pour la période primitive, les édifices étaient souvent à plan circulaire, mais par la suite ils ont évolué vers un plan rectangulaire. Ils étaient faits de torchis étayé par des piquets de bois fichés dans une tranchée périphérique, profonde de quelques décimètres. Parfois, des sépultures peu profondes, à plan ovale ou rectangulaire, sont creusés à même le tertre : le plus souvent, il s'agit de tombes destinées à recueillir des corps enterrés antérieurement ailleurs.

### Artisanat de la céramique

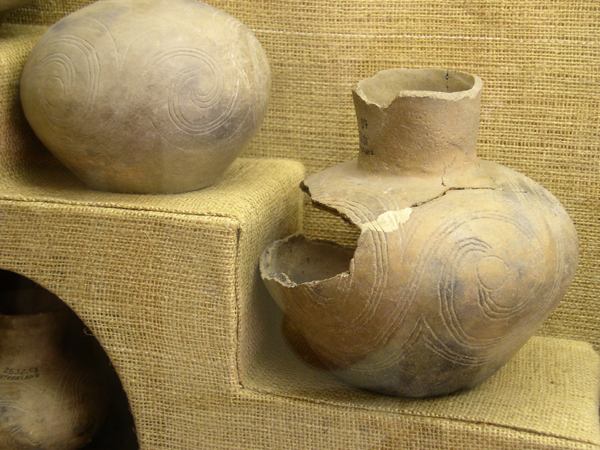
Céramique retrouvée à Grand Village des Natchez.

Les sépultures contiennent souvent des poteries brisées intentionnellement par les célébrants. Les céramiques de Plaquemine comportent un trou à leur base, qui a été pratiqué avant la cuisson de la poterie. Les décorations des céramiques présentent d'autres caractéristiques : tantôt de petites poignées, tantôt une texture de surface obtenue par frottement de poignées d'herbe sur l'argile encore humide, avant la cuisson. Les motifs sont parfois tracés avant la cuisson mais aussi, comme chez leur contemporains Caddo, gravés sur la céramique une fois cuite. Les ustensiles du quotidien sont généralement dépourvus de décoration. La céramique présente un traitement de revenu tout à fait particulier, obtenu par application d'argile sèche en poudre, ou de coquillages pulvérisés, introduits en cours de cuisson : cette techniques est typique de la civilisation du Mississippi.

## Chronologie

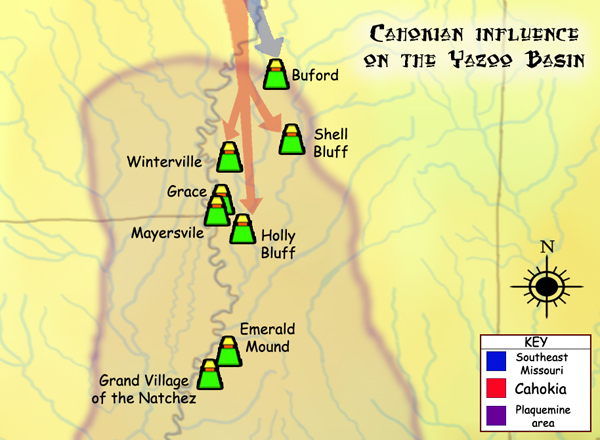
Influence du Mississippi ancien sur le bassin de Yazoo.

Apparues à la fin de la période de Coles Creek (entre 1150 et 1250 de notre ère), les cultures mississippiennes établies très en amont de Plaquemine se sont diffusées vers le sud. Les fouilles menées dans la dépression de Yazoo, dans la vallée du Mississippi, ont mis au jour dans les dépotoirs de Coles Creek et de Plaquemine des vestiges exotiques, ceux de l’horizon de Cahokia, apparentés à la civilisation du Mississippi. Il est probable que des tribus du Mississippi et de Louisiane soient venues au contact de l'art céramique de la civilisation du Mississippi, qu'elles en aient adopté les objets rituels et finalement l'organisation sociale.
Les peuples de Plaquemine ont été graduellement assimilés à l'influence de Mississippi et l'aire de leur culture originelle a commencé à régresser au milieu du XIVe siècle. L'ultime enclave de culture authentiquement Plaquemine est celle de Natchez Bluffs ; la vallée de la Yazoo et la Louisiane ont vu s’épanouir une culture hybride Plaquemine-Mississippi. On retrouve cette distinction chez les tribus historiques de la première phase de colonisation européenne. À Natchez Bluffs, les Taensas et les Natchez s'étaient émancipés de l'influence mississippienne. Ils avaient réoccupés les sites de leurs ancêtres et ré-adopté la culture de Plaquemine. Les tribus de la civilisation du Mississippi, à l'époque des premiers contacts européens, se caractérisaient par l'usage des parlers Tunica, Chitimacha ou creek.